# Chansonnier cordiforme
Pour les articles homonymes, voir chansonnier.
Le Chansonnier cordiforme ou Chansonnier de Jean de Montchenu (Paris, Bibliothèque nationale de France, Ms. Rothschild 2973) est un manuscrit exécuté dans les années 1470–1475 pour un prêtre, Jean de Montchenu (nommé archevêque d'Agen en 1477). 
Il contient 43 chansons amoureuses, dont 14 unica, issues des répertoires français et italien, de compositeurs célèbres, notamment Guillaume Dufay, Gilles Binchois, Johannes Ockeghem, Antoine Busnois et des pièces anonymes en lien avec la cour bourguignonne. Richement orné par des peintres de la cour de Savoie, il s'agit de l'un des plus beaux chansonniers de l'époque, unique par sa forme de cœur en position fermée et de deux cœurs accolés en position ouverte.

## Description

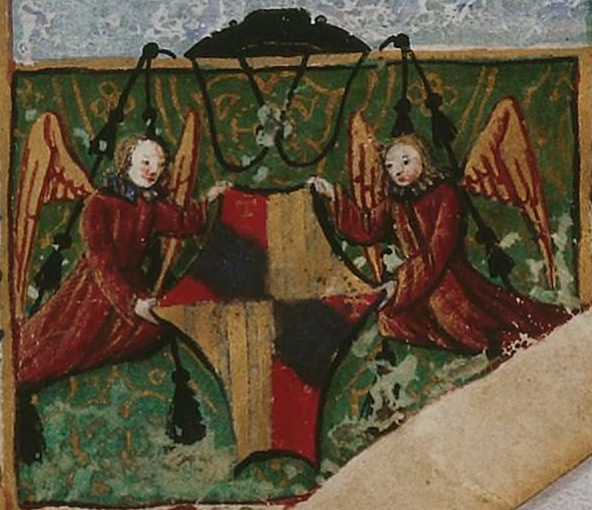
En bas de page de frontispice sont placées les armes de Jean de Montchenu : Aux 1er et 4e de gueules, à la bande d'argent, chargée d'une aigle impériale ; aux 2e et 3e d'or à trois pals d'azur. L'écu est de forme italienne et timbré d'un chapeau ecclésiastique, appartenant à un élégant protonotaire.

Écrit sur un parchemin très mince, ce volume relié contient 72 folios de format 22 par 16 cm. Les pages sont blanches à partir de la page 64vo . Il est l'un des plus beaux chansonniers de son temps et se distingue par sa forme de cœur en position fermée (pièce unique semble-t-il), alors qu'il prend la forme de deux cœurs accolés en position ouverte, magnifique symbole de l'amour chanté à chaque page. Ne figurent que trois autres cas : un livre d'heures à l'usage d'Amiens (BnF latin 10536), du XVe siècle, ainsi que deux recueils poétiques italiens du siècle suivant (conservés à Pesaro, Biblioteca Oliveriana, ms. 1144 et ms. 1145), un des rares consacrés au répertoire de la Lira da braccio.
Un chroniqueur décrit Jean de Montchenu comme « un individu particulièrement perfide, d'honteuse conduite, impudique, haïssable, dissolu et plein de tous les vices ». Il a été excommunié en 1496, un an avant sa mort. Sur la page de frontispice apparaissent ses armes. L’aspect et la couleur du chapeau est celui, non d’un évêque, mais d’un protonotaire. Ce détail permet de situer l’exécution du manuscrit entre 1460, date de l'entrée en fonction de protonotaire, et 1477, date de sa nomination en tant qu'archevêque d'Agen. En outre, le répertoire musical et la comparaison avec d’autres chansonniers contemporains, permettent d’affiner cette datation proche de l'année 1475.

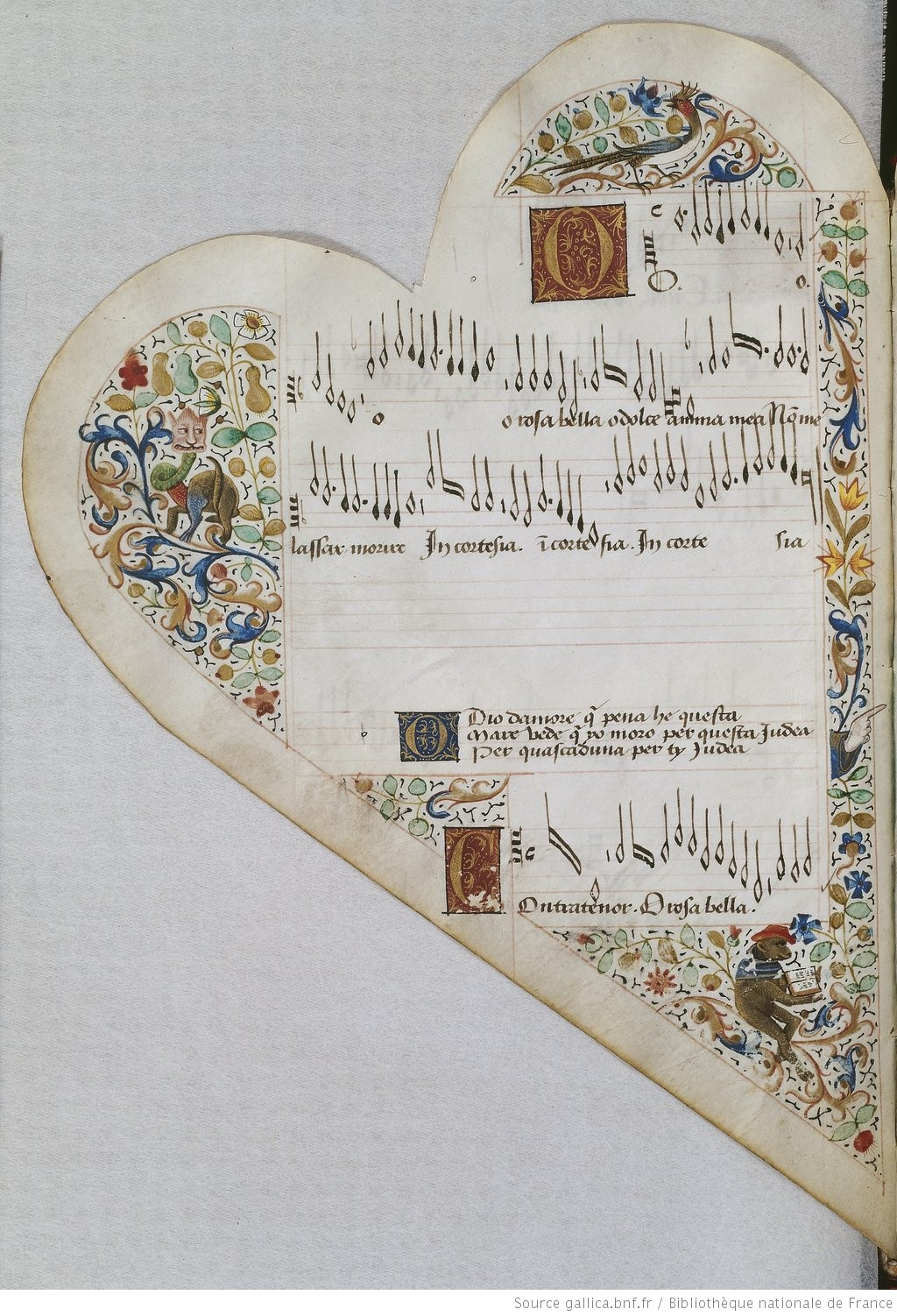
O Rosa Bella de John Bedyngham, voix de dessus. Chansonnier cordiforme (Paris, BnF, Ms. Rothschild 2973 f°8v).

Le volume contient 43 pièces notées à trois parties – à l'exception du numéro 5, présenté à deux voix. C'est un échantillonnage équilibré et représentatif de la production musicale de l’époque. En outre, la présence de chansons parodiques, un genre très en vogue dans les années 1460–1470, font de ce chansonnier un recueil unique. Parmi les 13 chansons italiennes et 30 chansons françaises se trouvent différentes formes. La partie italienne peut être scindée en deux groupes : les numéros 2, 8, 9, 10a/b, 11, 13, rattachés à un style typiquement italien, toutes anonymes et les autres, plus proches du caractère français. Pour la partie française : 22 rondeaux, 5 bergerettes, 2 textes libres et une ballade anonyme. À elles seules, les 30 œuvres de la partie française constituent une anthologie quasi parfaite de la lyrique franco-bourguignonne, avec les plus grands compositeurs de la génération antérieure tels Binchois, Dufay († 1474), l'anglais Bedyngham et la nouvelle génération montante, avec Ockeghem, Busnois, Morton, Frye, Vincenet, Regis, Barbingant, Caron et le plus jeune, Hayne van Ghizeghem.
Les incorrections du texte italien laissent à penser que la transcription des paroles et de la musique est l'œuvre d'un artiste flamand ou français, attaché à quelque cour d'Italie. L'ordre d'apparition en premier permet de penser que les chansons italiennes ont été recueillies par Jean de Montchenu au cours de son temps à la cour papale vers 1460. 
Le volume est, selon les spécialistes, une réalisation des peintres savoyards, décorateurs d'autres manuscrits de la cour de Savoie.
Après avoir été la possession de Montchenu, le précieux manuscrit suit un parcours qui commence avec un ex-libris de Giuseppe Orazio Pucci, chevalier de Malte (1782–1838), en passant par l'ancienne collection Chédeau, notaire de Saumur (Cat. 1865, no 587), un autre collectionneur, le baron Jérôme Pichon (1812–1896, Cat. de la vente de 1869, no 636 ; et de 1897, no 900) et enfin, le legs du baron Henri de Rothschild (1872–1947) à la Bibliothèque nationale en 1949.
Les principales sources de concordances sont le Codex Squarcialupi et le Codex Chantilly, ainsi que les manuscrits Panciatichiano 26 de Florence et Additional 29987 de la British Library à Londres.

## Contenu
Il existe six unica dans la partie italienne et huit dans la partie française.
| no                  | fo                  | Œuvre                                                                                    | Forme               | Compositeur         | Commentaire |
| Chansons italiennes | Chansons italiennes | Chansons italiennes                                                                      | Chansons italiennes | Chansons italiennes | Chansons italiennes |
| ------------------- | ------------------- | ---------------------------------------------------------------------------------------- | ------------------- | ------------------- | --- |
| 1                   | 1ro                 | Hora gridar 'oimè’                                                                       |                     |                     | |
| 2                   | 1vo                 | Ben lo sa Dio Se sum verginea pura                                                       | ballata             |                     | Avec « Per la mya cara » (no 9), cette pièce est typique du style des improvisations de monodies accompagnées italiennes du XVe siècle, qui prépare la future frottola. |
| 3                   | 2vo -3              | Dona gentile he belle come l'oro, Che supra le altri porti corona                        | rondeau             | Guillaume Dufay     | Guillaume Dufay est présent à deux reprises à la cour de Savoie : vers 1430 et 1450. Ce rondeau, techniquement sophistiqué, est considéré comme l'un des derniers du musicien et probablement daté de vers 1450. |
| 4                   | 3vo -4              | Zentil madona de non me babandonare, O preciosa gemma, o flor de margarita               |                     | John Bedyngham      | La chanson apparaît par ailleurs en contrafactum, avec un texte français (« Fortuna helas ») et le texte anglais suivant : « Fortune alas, what have I gylt » pour toucher le public dans sa langue. |
| 5                   | 5vo -6              | Chiara fontana de' belli costumi Dentro la quale se vede ogni vertù                      |                     |                     | 2 voix, la seule du recueil qui paraphrase son début avec le célèbre rondeau anonyme, « J'ay prins amours a ma devise pour conquerir joyeuseté »,. |
| 6                   | 6vo -8              | O pelegrina luce                                                                         |                     |                     | Le poème est attribué au vénitien Leonardo Giustiniani et avec une autre version au no 12. La musique est une paraphrase de la mélodie suivante, O rosa bella. |
| 7                   | 8vo -10             | O Rosa Bella, o dolce anima mea, Non me lassar morir                                     | ballata             | John Bedyngham      | Il s'agit de l'une des chansons du XVe siècle parmi les plus copiées (par exemple, trois fois en intabulation dans le Buxheimer Orgelbuch, nos 33, 103 et 104) et soulève de nombreux problèmes historiques. La mélodie, considérée longtemps comme étant de John Dunstable, est aujourd'hui attribuée à John Bedyngham,, auteur du numéro 4, Zentil madona. Le poème est probablement de Leonardo Giustiniani (comme le précédent numéro) et mis en musique auparavant par Johannes Ciconia († 1412). Selon MB 54, cette ballata est datée d'environ 1420. |
| 8                   | 10vo -11            | La gratia de voe, donzela honesta, Gentil, guarida Mi face membrare de chela             |                     |                     | Le copiste a pris le texte en castillan pour de l'italien. |
| 9                   | 11vo -12            | Per la mya cara, o dolce amore, Tu sey pyù bella dona a ce che dir non say               |                     |                     | cf. no 2. |
| 10a                 | 12vo -13            | Mort et mercy gentile A quela altera ch'el tempo passa                                   |                     |                     | Bien que divisée en deux (cf. 10b), il s'agit d'une paraphrase d'une chanson du musicien espagnol Johannes Cornago, « Morte, Merce, gentile aquila altera ». |
| 11                  | 13vo -14            | Finir voglo la vita mia Con pianti he dolori, Da poi ch'el mio segnore m'a tradita       |                     |                     | |
| 10b                 | 14vo -15            | Amor con l'arco tesso del core Me assera che rumpere non se po                           |                     |                     | |
| 12                  | 15vo -17            | O pelegrina, o luce, O chiara stella                                                     |                     |                     | Le poème est attribué à Leonardo Giustiniani (cf. numéro 6). |
| 13                  | 17vo -18            | O meschin' enamorati, Io me meto ja con uni                                              |                     |                     | |
| Chansons françaises |                     |                                                                                          |                     |                     | |
| 14                  | 19vo -20            | Comme ung homme desconforté Qui de long temps a transporté                               | rondeau             |                     | |
| 15                  | 20vo -21            | S'il vous plaist que vostre je soye, Pensez que bien vous ameray                         | rondeau             | Johannes Regis      | |
| 16                  | 21vo -23            | L'aultre jour par ung matin, Esbatre m'en aloye                                          | ballade             |                     | D'un style populaire dans le genre ancien de pastourelle, dans la dernière strophe, la pièce fait explicitement référence à Robin d'Adam de la Halle et « au pays de Savoie ». |
| 17                  | 23vo -24            | J'ay pris amours a ma devise Pour conquerir joyeuseté                                    | rondeau             |                     | |
| 18                  | 24vo -25            | L'autredantan l'autrier passa Et en passant me tresperça                                 | rondeau             | Johannes Ockeghem   | |
| 19                  | 25vo -26            | De tous bien plaine est ma maistresse ; Chascun luy doibt tribu de honneur               | rondeau             | Hayne van Ghizeghem | Avec une trentaine de sources, c'est l'œuvre la plus copiée de sa génération. En outre Fallows recense 54 pièces ultérieures fondées sur le matériel de Hayne. |
| 20                  | 26vo -28            | J'ay moins de biens que s'il n'en estoit point ; Ainsi le veult ma dame et ma maistresse | bergerette          | Antoine Busnois     | |
| 21                  | 28vo -29            | Vostre bruit et vostre grant fame Me fait vous amer plus que fame                        | rondeau             | Guillaume Dufay     | |
| 22                  | 29vo -30            | Cent mille escus quant je vouldroye Et paradis quant je morroye                          | rondeau             | Firminus Caron      | Attribué à Busnois dans deux sources, il apparaît deux autres fois avec celle de Caron, compositeur également de messes, aujourd'hui encore d'identification incertaine. Eustorg de Beaulieu (Chrestienne Resjouissance 1546) a transformé cette chanson en cantique spirituel : « Cent mille escus en la corroye ». |
| 23                  | 30vo -31            | Le souvenir de vous me tue, Mon seul bien, quant je vous voy                             | rondeau             | Robert Morton       | |
| 24                  | 31vo -32            | L'omme banny de sa plaisance, Vuyde de joye et de leesse                                 | rondeau             | Barbingant          | |
| 25                  | 32vo -33            | N'aray je jamais mieulx que j'ay ? Suis je la on je demor ay ?                           | rondeau             | Robert Morton       | |
| 26                  | 33vo -34            | Le serviteur hault guerdonné, Assouvy et bien fortuné                                    | rondeau             | Guillaume Dufay     | |
| 27                  | 34vo -36            | Fortune par ta cruauté, Pour deul ou pour adversité                                      | rondeau             | Vincenet            | |
| 28                  | 36vo -38            | Est il mercy de quoy l'on peust finer ? Est il pitié qu'on peust en vous trouver         | rondeau             | Antoine Busnois     | |
| 29                  | 38vo -40            | Comme femme desconfortée Sur toutes aultres esgaree                                      | rondeau             | Gilles Binchois     | unicum en raison d'un contraténor différent de toutes les autres sources. Il s'agit d'une paraphrase de « Comme ung homme desconforté » (no 14). la musique se retrouve dans un manuscrit à la BnF, franç. 1597, art. 30, et figure, avec une mélodie d'Agricola, dans des recueils datés de 1503 et de 1536. Le premier vers est cité dans la Balade faicte de plusieurs chansons (Jardin de plaisance, éd. Olivier Arnoullet, fol. lv c). |
| 30                  | 40vo -42            | Tout a par moy, affin qu'on ne me voye, Si desplaisant que plus je ne porroye            | rondeau             | Walter Frye         | Figure en intabulation dans le Buxheimer Orgelbuch, no 252. |
| 31                  | 42vo -44            | Ma bouche rit et ma pensee pleure ; Mon œul s'esjoye et mon cueur mauldit l'eure         | bergerette          | Johannes Ockeghem   | Paraphrasé sur la chanson « Ma bouche plaint ». |
| 32                  | 44vo -46            | Mon seul plaisir, ma doulce joye                                                         | rondeau             | John Bedyngham      | Texte de Charles d'Orléans. La musique est peut-être écrite à l'origine sur un autre texte anglais. |
| 33                  | 46vo -48            | Ma bouche plaint les pleurs de ma pensee Et la douleur que Amours m'a pourchassee        |                     |                     | |
| 34                  | 48vo -49            | Vray Dieu d'amours qui vrais amans resjoye Je vous requier qu'il me soit pardonné        | rondeau             |                     | |
| 35                  | 49vo -50            | Helas ! Je n'ay pas osé dire A Dieu ainsi que je debvoye                                 |                     |                     | |
| 36                  | 50vo -52            | Or ay je perdu mes amours ; Or ay je perdu tonte joye                                    | rondeau             |                     | |
| 37                  | 52vo -54            | A Dieu vous dis, l'espoir de ma jonesse ; A Dieu, a Dieu, le tresor de liesse            | rondeau             |                     | |
| 38                  | 54vo -56            | Terriblement suis fortunee                                                               | bergerette          |                     | |
| 39                  | 56vo -57            | De mon povoir vous veil complaire, Aussi vous desclarer mon deul                         | rondeau             |                     | |
| 40                  | 57vo -59            | Helas ! n'aray je jamais mieulx ? Seray je tousjours en tristesse ?                      | bergerette          |                     | Fallows discute l'attribution possible à Guillaume Dufay, de cette bergerette qui ressemble en tous points à celles formellement identifiées de l'auteur. N'apparaissant que dans une autre source. Le texte est apparenté au « N'aray je jamais mieulx que j'ay » du no 25. |
| 41                  | 59vo -60            | Quant du dire a Dieu me souvient Et que departir me convient                             | bergerette          |                     | La musique évoque celle de Binchois des années 1430. Bien que le texte des seconde et troisième strophes soient cités, il manque en revanche la musique. |
| 42                  | 60vo -62            | Je ne veis onques la pareille De vous, ma gratieuse dame                                 | rondeau             | Gilles Binchois ?   | Une des quelques chansons qui peuvent être reliées à un événement particulier. Il s'agit du Banquet du faisan donné en février 1454, par Philippe le Bon. Une autre source accorde à Dufay la pièce, renforcée selon Fallows, par l'extraordinaire changement de texture au début de la section B, ligne 3. |
| 43                  | 62vo -64            | Faites moy sçavoir de la belle Tout ce qui s'en pourra escrire                           | rondeau             |                     | Figure en intabulation dans le Buxheimer Orgelbuch, no 125, transcrit aux environs de 1460. |

### Discographie
- Le Chansonnier cordiforme - The Consort Musicke : Emma Kirkby (soprano), Margaret Philpot (alto), John York Skinner (contreténor), John Elwes (ténor), David Thomas (basse), Lewis Jones (flûte), Frances Kelly (harpe), Christopher Page (luth), Trevor Jones (fiddle), Alison Crum (fiddle), Anthony Rooley (dir. et luth basse) (février-mars 1979, LP L'Oiseau-Lyre D186D4 / 3CD Decca 480 1819) (Fiche sur medieval.org), (OCLC 7398123 et 701103832)
- Le Chansonnier cordiforme [17 pièces] - Ensemble Leones : Els Janssens-Vanmunster (voix), Raitis Grigalis (voix), Mathias Spoerry (voix), Elizabeth Rumsey (viole d'archet), Baptiste Romain (vielle, lira da braccio), Marc Lewon (dir. et viol d'archet, gittern, plectrum lute) (octobre 2014, Naxos 8.573325) (Fiche sur medieval.org) Comprend 17 œuvres : numéros 2, 3, 5, 6, 8, 9, 14, 16, 19, 25, 27, 29, 31, 33, 37, 38, 40, ainsi que deux pièces contemporaines extraites du chansonnier de Ségovie (nos 156 et 158) par le napolitain Johannes Tinctoris.
- Les musiques de la Cour de Savoie - La Chapelle des Ducs de Savoie : Christophe Carré (contreténor) ; Nicolas Savoy, Michel Mulhauser, Simon Jordan, Hiroto Hishikawa (ténors) ; Marie Bournisien (harpe gothique) ; Edmond Voeffray (orgue de la basilique de Notre-Dame de Valère sur Sion, c.1430) ; Vincent Arlettaz (dir. et flûte à bec) (juin 2006, août 2007, février 2008, Revue musicale de Suisse romande RMSR20081) (OCLC 494881223)

#### Publication
- Chansonnier de Jean de Montchenu, éd. Geneviève Thibault et David Fallows, Paris, Société française de musicologie, 1991, 224 p.  (ISMN 979-0-56004-3).

#### Études
- (en) David Fallows (dirigé par Anthony Rooley), « Le Chansonnier cordiforme - The Consort Musicke », p. 8–23, Decca (480 1819), 1980 .
- (en) David Fallows (dirigé par Marc Lewon), « Le Chansonnier cordiforme - Ensemble Leones », Naxos (8.573325), 2014 (Lire en ligne) .
- (en) David Fallows, « Dunstable, Bedyngham and O rosa bella », The Journal of Musicology/University of California Press, vol. 12, no 3,‎ 1994, p. 287–305. (ISSN 0277-9269, lire en ligne)
- Marc Honegger et Paul Prévost, Dictionnaire des œuvres de la musique vocale, Paris, Bordas, 1992, 2367 p., Tome I, II & III (ISBN 2-04-015395-0, OCLC 25239400, BNF 34335596), p. 335–336.
- François Avril et Nicole Reynaud, Les manuscrits à peintures en France, 1440-1520, BnF/Flammarion, 1993, 439 p. (ISBN 978-2-08-012176-9), p. 216-217 (notice 119).
- Léon Guiselin, Le Chansonnier de Montchenu : observations, bestiaire et symbolique, Liré, Jeanne Verdier, 2013, 137 p. (ISBN 978-2-9502988-3-6, OCLC 863042711, BNF 43654263)